# 施瓦尔姆施塔特
施瓦尔姆施塔特（德語：Schwalmstadt，發音：[ˈʃvalmˌʃtat] ⓘ）是德国黑森州卡塞尔行政区施瓦尔姆-埃德尔县的城市，面积84.79平方千米，2023年12月31日人口为18,661人。